# Licencia dual
El uso de una licencia dual, de doble licenciamiento o de múltiple licenciamiento es la práctica de conceder dos o más licencias para un mismo producto con el objetivo de compatibilizar licencias o segregar segmentos del mercado. 

## Software
Este tipo de licenciamiento es común en el caso del software, donde un producto liberado como copyleft (que implica que los trabajos derivados deben ser también libres) puede ser licenciado a mayores para permitir su uso comercial de una forma no libre. También hay casos de productos que tienen múltiples licencias libres.

## Wikipedia
En la Wikipedia se dan casos de doble licenciamiento, ya que algunos artículos tiene licencia GFDL (la licencia por defecto de la Wikipedia) y a mayores una licencia Creative Commons.